# رباینده‌ایان
رباینده‌ایان (نام علمی: Harpactorinae) نام یک زیرخانواده از تیره سن ضارب است.